# Alte Fabrik Siebnen

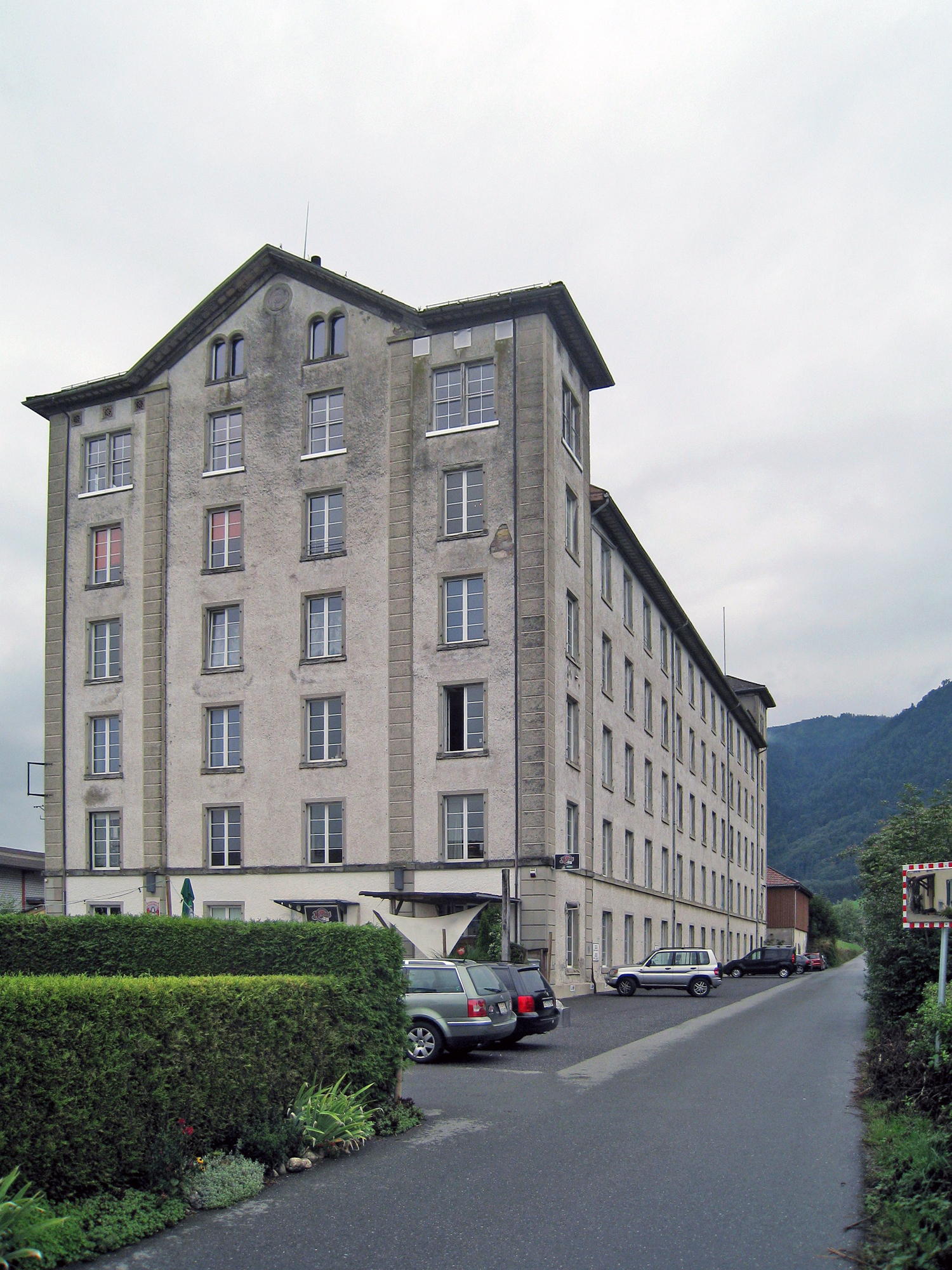
Alte Fabrik Siebnen (2015)

Die Alte Fabrik an der Fabrikstrasse 28 in Siebnen im Kanton Schwyz ist ein Gebäude, das früher eine Spinnerei von Caspar Honegger beherbergte und seit 1980 unter Denkmalschutz steht.
Damals wurden Räumlichkeiten von Musikgruppen als Übungslokale verwendet, und es befand sich dort eine Cafeteria. Unter den Stammgästen war auch der Musiker und Musikproduzent Wolfgang Dütting, der eine Innenerneuerung des Bauwerks initiierte, die ab 1983 umgesetzt wurde. Aufgrund des Denkmalschutzes musste das äussere Erscheinungsbild unverändert bleiben.
Heute wird die Alte Fabrik an Kleinunternehmer und Bands vermietet und wird auch vom Musikproduzenten, Klarinetten-, Bassgeigenspieler und vormaligen Kapellmeister Philipp Mettler beansprucht.